# Мазов Василь Федорович
Василь Федорович Мазов (3 березня 1916, село Большая Висловка, тепер Республіка Мордовія, Російська Федерація — 2 грудня 2003, місто Дніпропетровськ Дніпропетровської області) — український радянський металург, політичний діяч. Директор Дніпропетровського металургійного заводу імені Петровського. Герой Соціалістичної Праці (12.05.1977). Депутат Верховної Ради УРСР 9-го скликання.

## Біографія
Народився 3 березня 1916 року в селянській родині. Освіта вища. У 1941 році закінчив Московський інститут сталі та сплавів.
З 1941 р. — підручний сталевара, сталевар, майстер, диспетчер цеху, начальник зміни, заступник начальника мартенівського цеху Кузнецького металургійного комбінату Кемеровської області РРФСР.
Член ВКП(б) з 1946 року.
З 1950 р. — заступник начальника, начальник мартенівського цеху металургійного заводу «Запоріжсталь» Запорізької області.
У 1957 — травні 1967 р. — головний спеціаліст, заступник начальника, начальник відділу планування металургійної промисловості Держплану Української РСР.
У травні 1967 — 1981 р. — директор Дніпропетровського металургійного заводу імені Григорія Івановича Петровського.
Потім — на пенсії у місті Дніпропетровську. Жив у будинку № 12б на вулиці Юліуса Фучика. Помер на 88-му році життя 2 грудня 2003 року.

## Нагороди
- Герой Соціалістичної Праці (12.05.1977)
- орден Леніна (12.05.1977)
- орден Жовтневої Революції (30.03.1971)
- три ордени Трудового Червоного Прапора (19.07.1958, 22.03.1966, 19.02.1974)
- медаль «За трудову відзнаку» (26.12.1952)
- лауреат Державної премії Української РСР в галузі науки і техніки (18.12.1972)
- заслужений металург Української РСР
- почесний громадянин міста Дніпропетровська (6.09.2001)